# پیتای پس‌گردن آبی
پیتای پس‌گردن آبی (نام علمی: Hydrornis nipalensis) نام یک گونه از تیره پیتا است. این پرنده در بنگلادش، بوتان، جمهوری خلق چین، هند، لائوس، میانمار، نپال، و ویتنام حضور دارد. زیستگاه طبیعی این گونه در جنگل‌های گرمسیری پست و مناطق نیمه‌گرمسیری است. این گونه از انواع حشرات و دیگر جانوران کوچک تغذیه می‌کند.